# 1095
Évszázadok: 10. század – 11. század – 12. század
Évtizedek: 1040-es évek – 1050-es évek – 1060-as évek – 1070-es évek – 1080-as évek – 1090-es évek – 1100-as évek – 1110-es évek – 1120-as évek – 1130-as évek – 1140-es évek
Évek: 1090 – 1091 – 1092 – 1093 –  1094 – 1095 – 1096 – 1097 – 1098 – 1099 – 1100

## Események

### Határozott dátumú események
- július 29. – Szent László magyar király halála, akit a váradi székesegyházban helyeznek nyugalomra.[1] (Utóda I. Géza fia, Könyves Kálmán, aki 1116-ig uralkodik.)[2]
- október 25. – II. Orbán pápa Cluny-ben felszenteli a Hugó apát által megkezdett bazilika főoltárát.[3]
- november 18–28. – A clermont-i zsinaton kiközösítik I. Fülöp francia királyt házasságtörés miatt, illetve Cambrai püspökét szimónia miatt.[4] A korábban szombattól hétfőig tartó treuga Deit kiterjesztik szerda déltől hétfő reggelig.[5]
- november 27. – II. Orbán pápa a clermonti zsinaton megtartja híres prédikációját, melyben meghirdeti az első keresztes hadjáratot.[4]

### Határozatlan dátumú események
- március – I. Alexiosz Komnénosz bizánci császár követeket küld II. Orbán pápához a piacenzai zsinatra, hogy rábírja fegyveresek küldésére a szeldzsuk törökök ellen.[6]
- az év folyamán –
  - VI. Alfonz leoni és kasztíliai király a móroktól visszafoglalt Észak-Portugáliát Portucalense őrgrófság néven hűbérül adja Burgundi Henriknek(wd).[7]
  - Valence székesegyházának felszentelése.
  - Walesben felépül Pembroke vára.

## Születések
- II. Roger szicíliai király († 1154)
- III. Amadeus savoyai herceg († 1148)
- július 4. – Uszáma ibn Munkidz, szíriai emír, költő, író, katona és diplomata, az Intelmek könyve szerzője († 1188)

## Halálozások
- I. Olaf dán király
- július 29. – I. (Szent) László magyar király (* 1040 körül)
- október 12. – II. Lipót osztrák őrgróf

## Európai időjárás
Forró és száraz időjárás április elejétől egészen augusztus végéig Franciaországban.